# Arnaud Djoum
Arnaud Sutchuin-Djoum (ur. 2 maja 1989 w Jaunde) – kameruńsko-belgijski piłkarz  występujący na pozycji pomocnika. Były młodzieżowy reprezentant Belgii. Wychowanek FC Brussels, w trakcie kariery grał także w takich klubach, jak RSC Anderlecht, Roda JC oraz Akhisarspor. 7 lutego 2015 roku podpisał półroczny kontrakt z Lechem, w którym zadebiutował 27 lutego 2015 w meczu z Cracovią. We wrześniu 2015 przeszedł do Heart of Midlothian FC.
3 września 2016 zadebiutował w reprezentacji Kamerunu w wygranym 2:0 meczu eliminacji Pucharu Narodów Afryki z Gambią. Djoum znalazł się w kadrze Kamerunu na turniej finałowy PNA, który Nieposkromione Lwy wygrały. Wychowanek FC Brussels zagrał we wszystkich meczach w fazie pucharowej.

## Sukcesy

### Drużynowe

#### Lech Poznań
- Mistrzostwo Polski (1): 2014/15